# Hviezdoslavovo námestie
Hviezdoslavovo námestie (direkte oversat Hviezdoslav pladsen) er en af de mest kendte pladser i Bratislava. Den ligger i den Gamle by, mellem den nye bro og det Slovakiske nationalteater. Pladsen er opkaldt efter Pavol Országh Hviezdoslav.

## Historie
Pladsen blev tidligere kaldt: (ungarsk: Kossuth Lajos tér – tysk: Kossuth Lajos platz, ungarsk: Radetzky tér – tysk: Radetzky platz, ungarsk: Séta tér – tysk: Promenade)
Den 24. februar gav den amerikanske præsident George W. Bush en offentlig tale på pladsen under sit besøg i Bratislava for Topmødet i Slovakiet 2005 med Ruslands præsident Vladimir Putin.